# Nachbau eines eisenzeitlichen Hauses

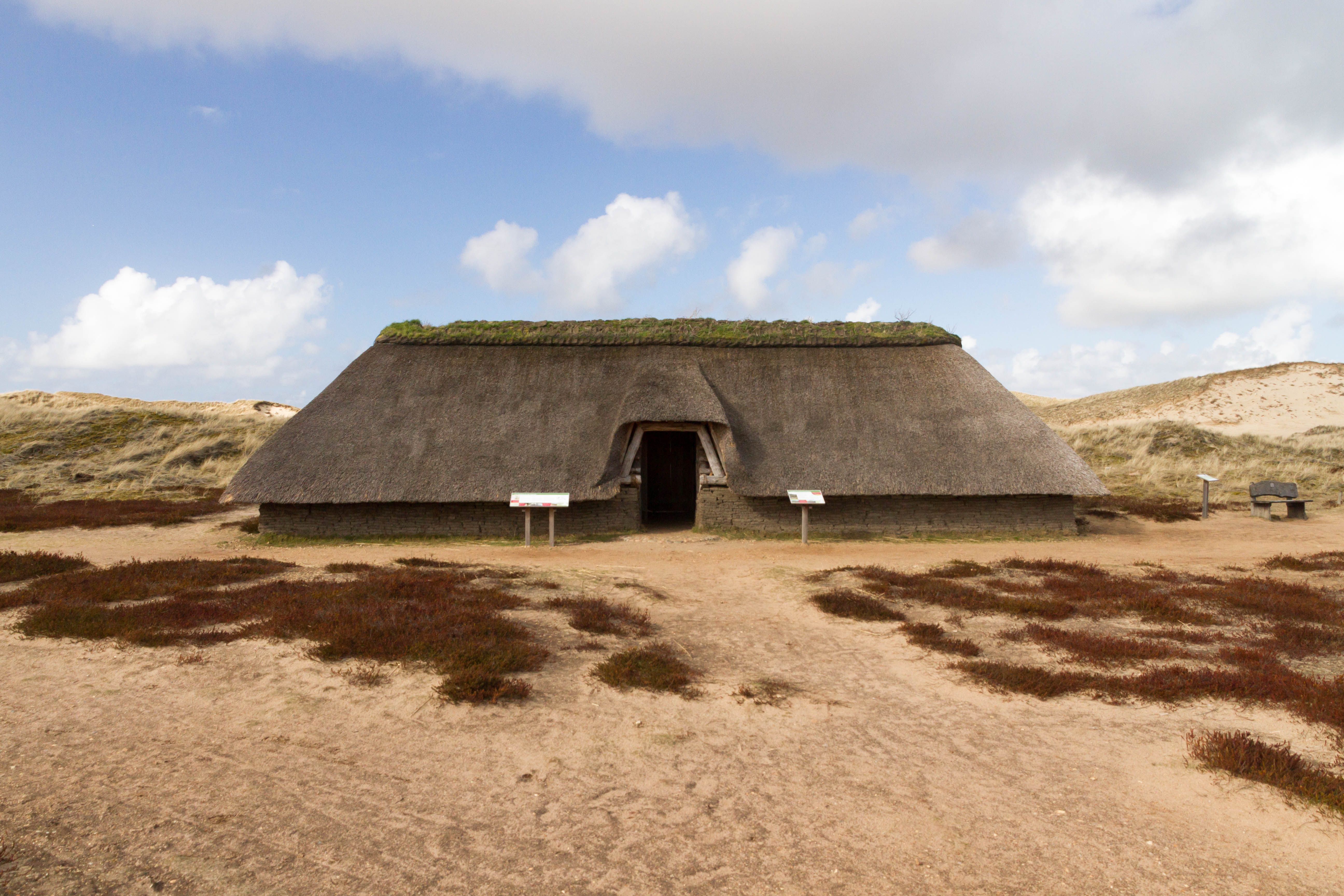
Nachbau eines eisenzeitlichen Wohnstallhauses auf Amrum, Süd-Ansicht

Der Nachbau eines eisenzeitlichen Hauses steht auf dem Gebiet des im Juni 2011 eröffneten Archäologischen Areals am Naturerlebnisraum Vogelkoje Meeram auf der Nordseeinsel Amrum (Kreis Nordfriesland, Schleswig-Holstein). Das Gebäude im Nordwesten der Gemarkung der Gemeinde Nebel wurde im Jahre 2014 nach Plänen des Architekten Peter Heck-Schau wiedererbaut. Für den Bau der Rekonstruktion am Original-Standort im heutigen Naturschutzgebiet Amrumer Dünen erteilte das Umweltministerium Schleswig-Holsteins eine Ausnahmegenehmigung.

## Geschichte

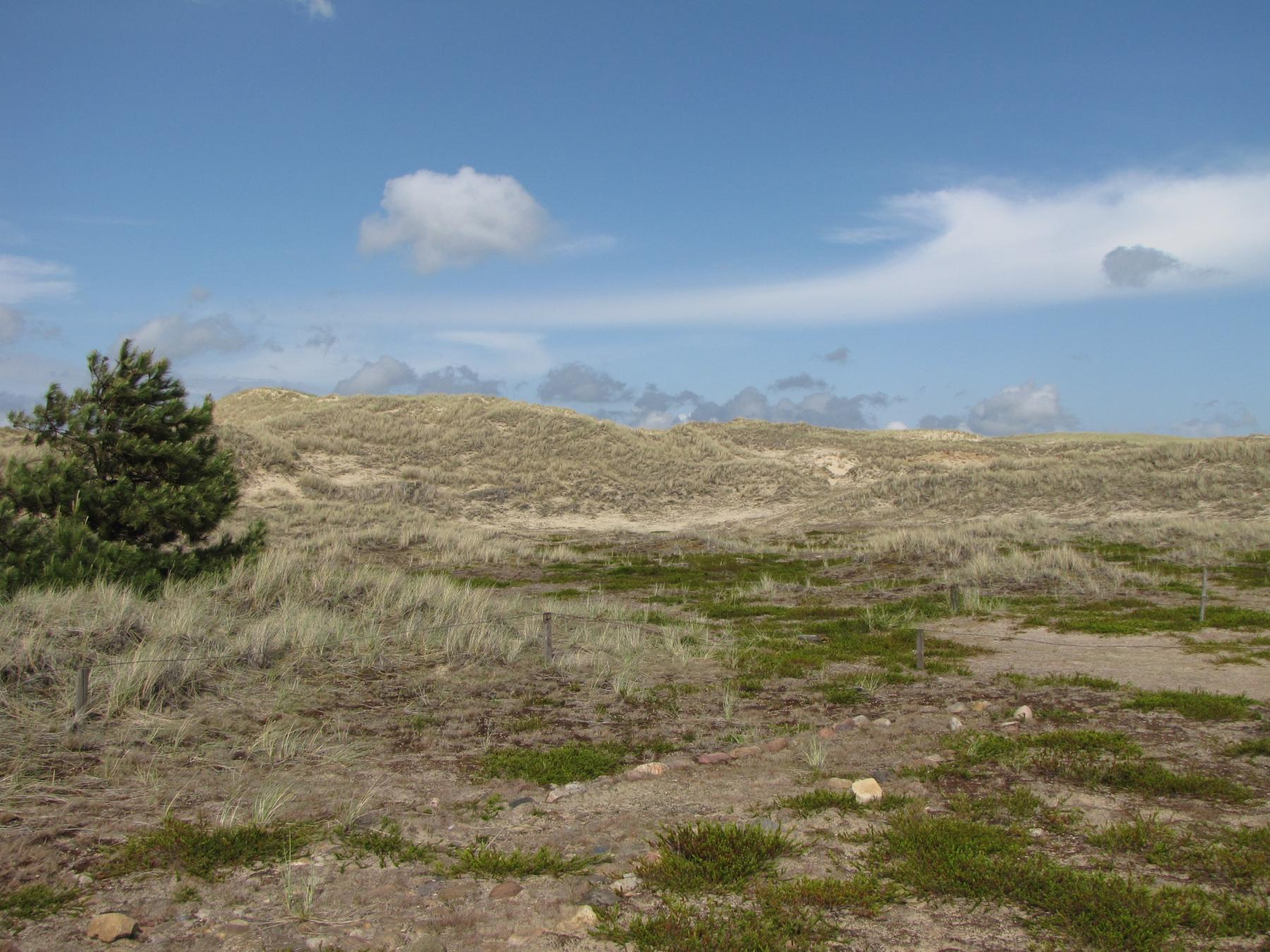
Grundriss eines eisenzeitlichen Langhauses (Steinsetzungen im Bildvordergrund), Dünental bei Norddorf

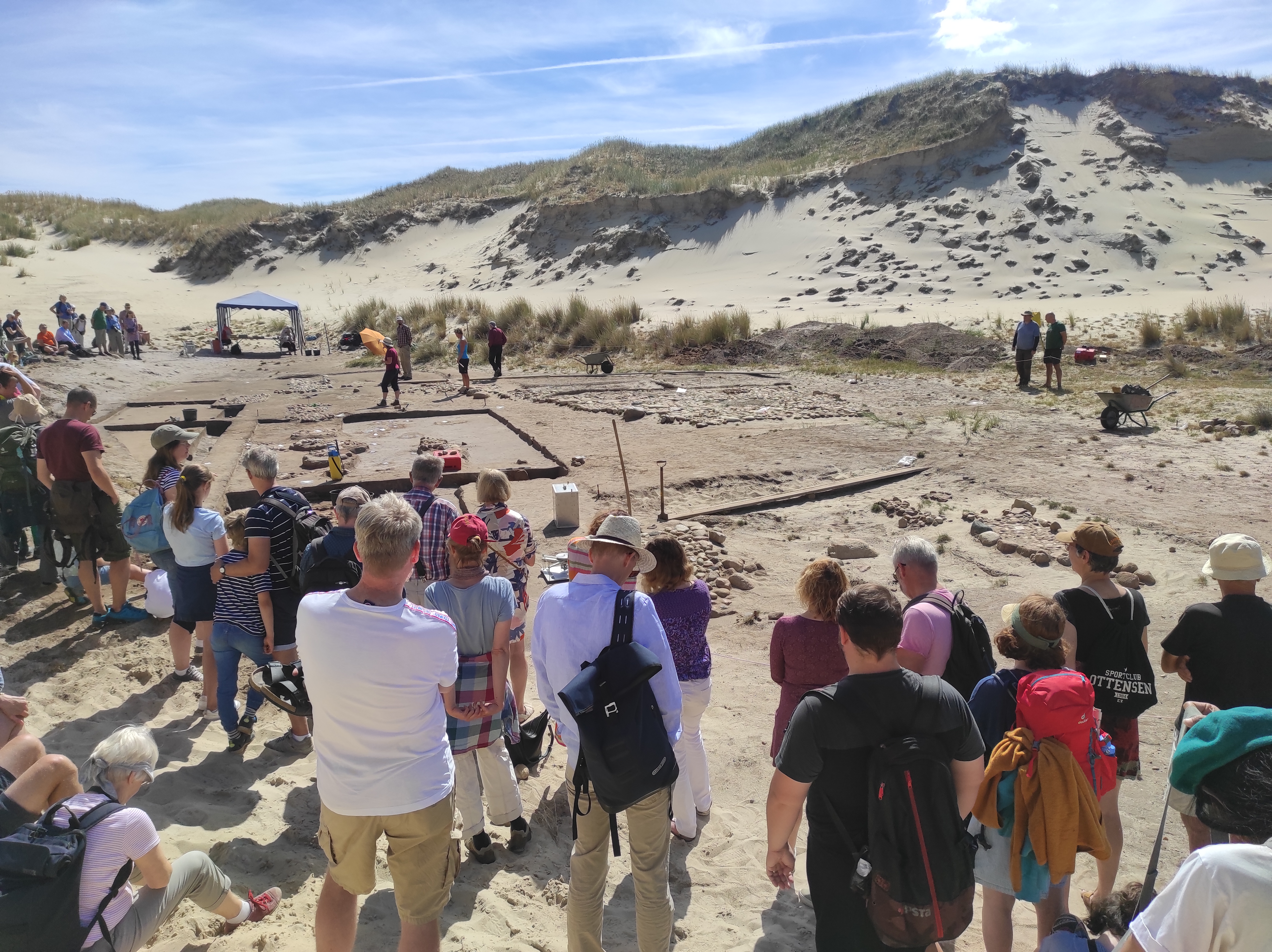
Archäologische Ausgrabung eines eisenzeitlichen Hauses im Dünental bei Norddorf (Juli/August 2022)

Die archäologische Fundstelle mit den Siedlungsresten und mit dem Nachbau des eisenzeitlichen Hauses liegt auf dem hohen Geestrücken, der den geologischen Kern der heutigen Insel Amrum bildet. In der Eisenzeit lag der Meeresspiegel mehrere Meter unter dem heutigen Niveau, und die Küstenlandschaft Nordfrieslands war von Marschland und Hochmooren geprägt; außerdem existierten dort Bruchwälder mit Eichen- und Birken-Beständen. Bei Tiefebbe werden im Wattenmeer zwischen Amrum und der Insel Föhr gelegentlich Baumstubben freigespült, die den dortigen früheren Waldbestand dokumentieren. Der für das heutige Erscheinungsbild der Insel charakteristische Dünengürtel, der Ansiedlungen und Landwirtschaft erschwert oder verhindert hätte, entstand nach historischen Berichten erst im Hoch- beziehungsweise Spätmittelalter durch Aufwehung von Sand.
Das Vorbild für das rekonstruierte Wohnstallhaus war Teil einer aus über zehn Gebäuden bestehenden eisenzeitlichen Siedlung. Das Gebiet in den Amrumer Dünen zwischen dem südlichen Ortsrand von Norddorf und der Vogelkoje Meeram ist seit vielen Jahren Ziel archäologischer Grabungen, bei denen mehrere Hausgrundrisse dieser Siedlung aus der Zeit um Christi Geburt, also der Eisenzeit, entdeckt wurden. Diese waren jahrzehntelang von Wanderdünen überdeckt, ehe sie freigeweht wurden und so kartografiert und ergraben werden konnten. Insgesamt wurden in diesem rund zwei Hektar großen Gebiet die Grundrisse von elf Wohnstallhäusern unterschiedlicher Größe sowie von sechs kleineren Hütten festgestellt; unter den Dünen werden weitere Fundstellen vermutet. Die drei einander unmittelbar benachbarten Wohnstallhäuser im Naturerlebnisraum Vogelkoje Meeram standen etwa 50 bis 100 Meter voneinander entfernt im Nordteil des heutigen Dünentals. Ihre Grundrisse sind teilweise wieder sichtbar gemacht worden. Relikte zweier weiterer Gebäude wurden ebenfalls freigelegt. Ein Gebäude wurde vor Ort rekonstruiert. Es soll „die Dimensionen und konkreten Ausprägungen der etwa 2.000 Jahre alten Gebäude, die Lebensumstände der Menschen zur Zeit um Christi Geburt und den Landschaftswandel seit der Eisenzeit bis in die Gegenwart für die Region Amrum“ darstellen. Die archäologischen Ausgrabungen und die Rekonstruktion des eisenzeitlichen Hauses wurden als Teil eines „Weges in die Vergangenheit“ didaktisch aufbereitet; vor Ort informiert eine Reihe von Informationstafeln über die lokale Geschichte.

## Baubeschreibung

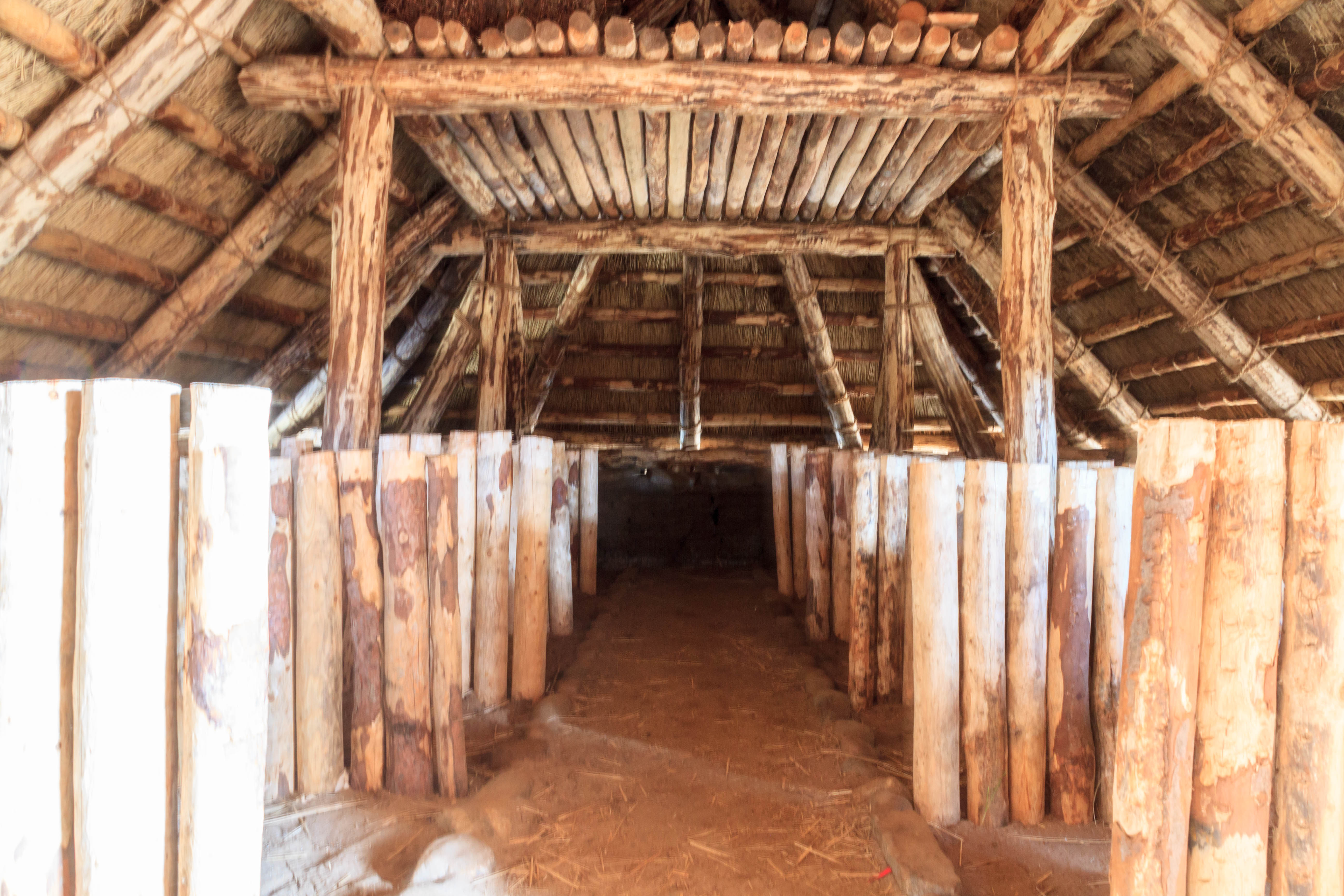
Stallteil mit Buchten für das Vieh

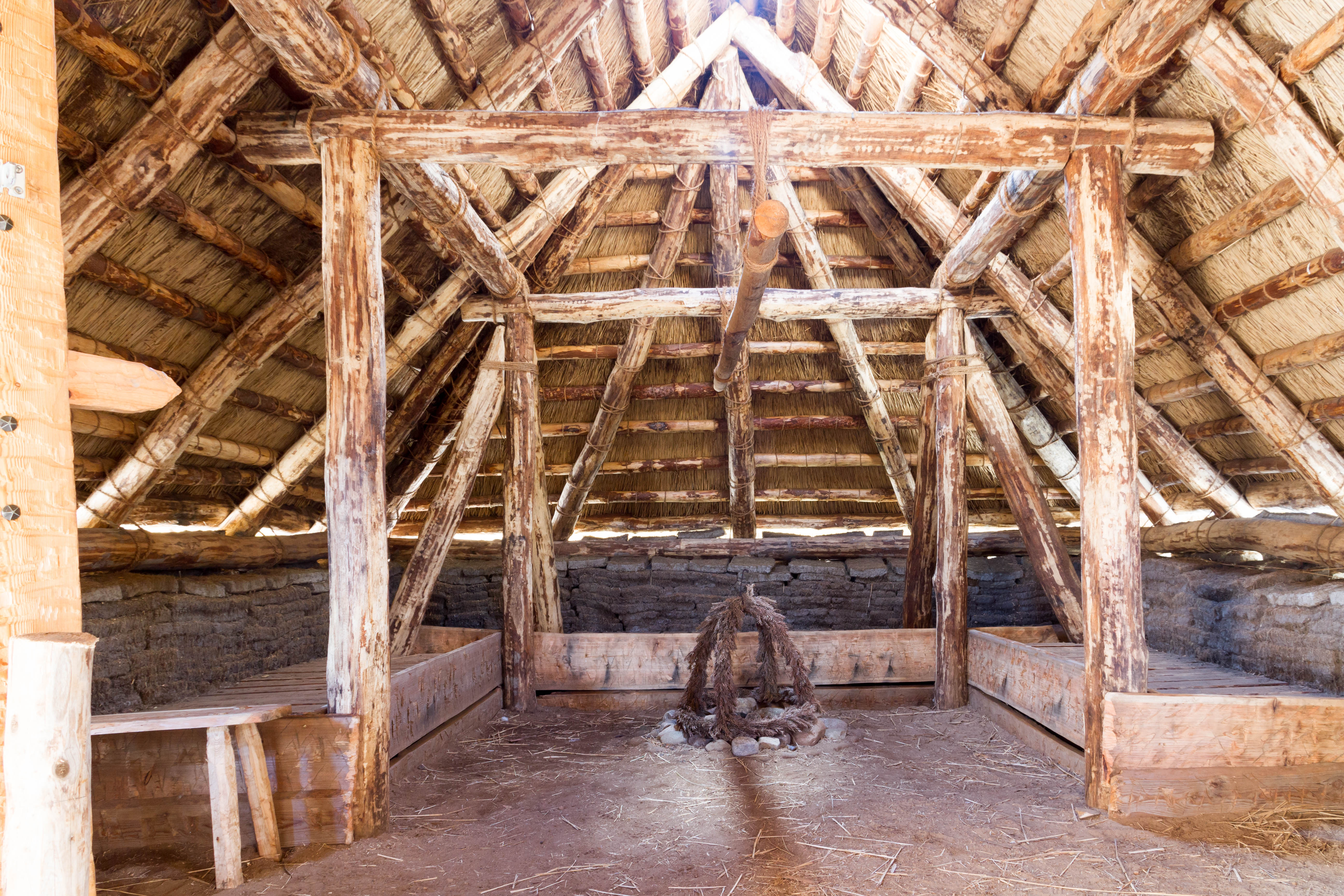
Wohnteil. Auf der Herdstelle abgesetzt der Richtkranz für den Nachbau des Hauses

Das rekonstruierte Haus ist ein Wohnstallhaus, wie es seit der Bronzezeit gebaut wurde. Es ist – wie die anderen entdeckten Bauten auch – in Ost-West-Richtung ausgerichtet, um den vor Ort vorherrschenden Westwinden möglichst wenig Angriffsfläche zu bieten. Der Bau ist 15 Meter lang, fünfeinhalb Meter breit und 4,3 Meter hoch. Für den Nachbau verwendeten die Handwerker gerade gewachsene Stieleichen, die wohl auch beim Original zum Einsatz kamen. Die Hauswände sind aus Gras- oder Heidesoden aufgeschichtet (bei anderen Gebäuden im archäologischen Areal bestanden sie teilweise aus mit Lehm verschmiertem Holzflechtwerk). Das reetgedeckte Firstdach wird von paarig im Hausinneren aufgestellten Holzpfosten getragen, die in den Boden eingegraben wurden. Ein quer zur Längsrichtung gelegtes Pflaster trennt den Wohnstallbereich. Dort, wo dieses Pflaster auf die Wand traf, befanden sich im Norden und Süden die Eingänge. Längs durch den Stallbereich war weiteres Pflaster verlegt, das Mistgangpflaster, das dem Auffangen von Jauche und Kot der aufgestallten Rinder diente. Im Zentrum des Wohnbereiches befindet sich eine ebenfalls gepflasterte und zusätzlich mit Lehm überdeckte Herdstelle.